# Басселен, Оливье
Оливье́ Басселе́н (фр. Olivier Basselin; 1403 год, Вир — 1470 год) — нормандский мельник и поэт XV века; искусный слагатель застольных и сатирических песен. Во многих песнях того века он воспевался как лучший из поэтов своего времени, весёлый собутыльник и храбрый воин, по преданию, убитый в битве при Форминьи в 1450 году; на самом деле прожил до 1470 года.
Его застольные песни были необыкновенно популярны в народе, изданы через 140 лет после его смерти нотариусом и поэтом Жаном Ле-Гу — в 1610 году — сборником «Долины Вира» (Vaux de Vire) и положили начало новому литературному жанру — водевилю (во-де-виры превратились в во-де-вили, vau-de-ville).
Одно время ему приписывались стихи Жана Лё-Гу; но подлинные стихотворения Басселена открыл Арман Гасте в рукописях Национальной библиотеки.